# Вила Роси (Терамо)
Вила Роси (итал. Villa Rossi) је насеље у Италији у округу Терамо, региону Абруцо.
Према процени из 2011. у насељу је живело 110 становника. Насеље се налази на надморској висини од 546 м.